# 民衆駅
民衆駅（みんしゅうえき）とは、日本国有鉄道の駅において、駅舎の建設を国鉄と地元が共同で行い商業施設を設けた駅ビル形態の施設である。

## 概要
太平洋戦争によって日本の主要都市は空襲を受けて焼け野原と化し（日本本土空襲）、駅舎も多くが焼失した。戦後、国鉄は線路・車両の復興を優先して行うことにしたため、多くの駅が仮駅舎のままでの営業を強いられることになった。
そのため国鉄では、戦災復興を地元と共同で行うことを目論むようになり、駅舎の建設に関して地元の有力者たちの資金を仰いで、その代わりに商業施設を駅舎内に設けた駅を造ることにした。私鉄では、小林一三による阪急電鉄梅田駅を初めとして商業施設を設けた駅が戦前から誕生していたが、国鉄では初の試みと言えた。
最初の例となったのは豊橋駅で、1950年（昭和25年）3月14日に完成、同年4月1日に開業した。以後、日本全国へこの方式の駅が広まっていったが、駅内の商業施設が収益を上げても国鉄には地代収入しか入らなかった。しかし、1971年（昭和46年）の国鉄法改正で、国鉄による直接投資が可能となり、1973年（昭和48年）6月26日に初の投資物件として平塚駅が完成した。
民衆駅には買い物客の利便性の向上のため、売り場にも改札が設けられ、さらにメインの改札口を経由せず直接出入りすることができる構造が多かったほか、「ステーションデパート」という名称が使われることも多かった。
民衆駅は駅の活性化に貢献してきたが、地方都市に建てられた民衆駅はモータリゼーションの進行などで乗客を減らしており、商業施設も郊外に大型店（ロードサイド店など）ができたことや、建物の老朽化により衰退し、その後の駅の改築によって次第に姿を消しつつある。しかし、死語としての「民衆駅」で培った商業施設運営のノウハウは、国鉄民営化後、駅ビル事業がJR旅客6社の収益の柱事業となって今も生きている。

## 主な民衆駅
※注）1950-1973年 建設のもののみ（それ以降は国鉄出資会社ビル）。
- （第8号） 札幌駅（4代目） - 1952年建設。地下街「札幌ステーションデパート」併設。1988～90年、高架駅化により駅舎移転。1999年、地下街は「アピア」に呼称変更。2005年、駅関連会社3社が合併し、札幌駅総合開発に移行。
- （第26号） 旭川駅 - 1960年建設。地下街「旭川ステーションデパート（まごころタウン）」併設（2004年閉店）。1982年、新ビル移行。
- 帯広駅 - 1966年建設、帯広ステーションビル(株)（第三セクター）。寄合百貨店「帯広ステーションデパート」併設。1996年、新ビル移行。ビル会社経営破綻[5]。
- 現存（第28号） 釧路駅 - 1961年建設。釧路ステーションビル(協)。地下街「釧路ステーションデパート」併設（2004年閉店）。駅舎は存続。

- （第24号） 盛岡駅 - 1959年建設。盛岡ステーションビル。地下街「盛岡ステーションデパート（パルモ）」併設。1981年、新ビル移行。盛岡ターミナルビルが吸収合併。
- （第27号） 秋田駅 - 1961年建設。秋田ステーションビル(株)。寄合百貨店「秋田ステーションデパート」併設。1997年秋田新幹線開業時に橋上駅化。デパートは「トピコ」に呼称変更。
- 山形駅 - 1967年建設。2階に「山形ステーションデパート」併設。1992年べにばな国体開催時に解体、新ビル建設。
- （第31号） 福島駅 - 1962年建設。エスパルの一部となっている（スターバックスなど）

- （第16号） 水戸駅 - 1956年建設。1985年新ビル移行。
- （第20号） 宇都宮駅（4代目） - 1958年建設。駅デパート（ラミア）併設。2011年全面改築。
- 現存 大宮駅 - 1967年建設。大宮ステーションビル。寄合百貨店OSB併設。1982年We増設。1991年ルミネに吸収合併。
- （第34号） 千葉駅 - 1963年建設。(株)千葉ステーションビル。高架下ショッピングセンター「一番街」（ペリエ）併設。2011年改築。

- （第14号） 東京駅八重洲口 1954年建設。鉄道会館八重洲本館（鉄道会館ビル）に 大丸東京店(Dpt)が進出。2007年、再開発によりグラントウキョウへと発展した。
- （第3号） 秋葉原駅　1951年建設。秋葉原会館。寄合百貨店「アキハバラデパート」併設。2005年、東京圏駅ビル開発に吸収合併。2006年閉店。2010年建設の新ビルは「アトレ秋葉原」となった。
- 現存（第35号） 新宿駅東口 - 1964年建設。新宿ステーションビル。寄合百貨店として開業。1950年以降、髙島屋、伊勢丹、地元資本等が民衆駅を競願[6]しており、国鉄の指導により髙島屋、伊勢丹、西武百貨店、地元資本等が均等に出資して一本化することとなった[7]。当初、西武新宿線の乗り入れが予定されており、「株式会社新宿ステーションビル事業案内」の一部図面[8]でその構想が分かる。1978年全館改装、マイシティに呼称変更。国鉄民営化の際に株主である西武百貨店が株式会社新宿ステーションビルの乗っ取りを仕掛けたが失敗し[9][10]、1991年にJR東日本が過半数の株を取得。2006年ルミネに吸収合併、ルミネエスト新宿に呼称変更[11]。
- 池袋駅
  - （第2号） 西口 - 1950年建設。池袋西口民衆駅ビル。1985年「池袋ターミナルホテル」（メトロポリタンプラザ）に移行。
  - 現存（第17号） 東口 - 1957年建設。池袋ステーションビル。東京丸物(Dpt)を核テナントとして開業。1969年、西武グループの買収により池袋パルコとなり、セゾングループ傘下で独自の発展を遂げた。
- 現存（第33号） 蒲田駅東口 - 1963年建設。蒲田ステーションビル。寄合百貨店「パリオ」併設。2007年リニューアル。西口の「サンカマタ」とともにジェイアール東日本商業開発に吸収合併し、「グランデュオ」に呼称変更。
- （第6号） 高円寺駅 - 1952年建設。1966年高架複々線化。
- 現存（第29号） 錦糸町駅 - 1962年建設。(株)錦糸町ステーションビル。寄合百貨店「駅ビル錦糸町」（テルミナ）併設。JR系の後発新会社を吸収合併し、存続・発展している。

- 現存（第21号） 川崎駅 - 1959年完成[12][13]。川崎交通建物(株)（(株)川崎ステーションビル）。寄合百貨店「駅ビルかわさき」として開業。1987年、耐震工事後「川崎BE」に呼称変更。2010年アトレに吸収合併、アトレ川崎に呼称変更。
- （第39号） 鶴見駅 - 1965年建設。鶴見振興(株)（鶴見ステーションビル）。寄合百貨店「つるみカミン」併設。老朽化で2008年閉店し、建物は解体。2012年建設の新ビルは、横浜ステーシヨンビルが運営（CIAL鶴見）。
- （第32号） 横浜駅西口 - 1962年建設。(株)横浜ステーシヨンビル。寄合百貨店「横浜ステーションビル」として開業。「CIAL」（シァル）に呼称変更。老朽化で2011年閉店し、建物は解体。2020年にJR横浜タワーが開業。
- （第18号） 新潟駅万代口 - 1958年移転建設。2020年閉鎖。
- （第22号） 岐阜駅 - 1959年建設。「岐阜ステーションデパート」併設。1997年高架駅化。
- 現存（第12号） 沼津駅（5代目） - 1953年建設。
- （第1号） 豊橋駅 - 1950年、豊橋市民の共同出資。1970年、豊橋ステーションビル(株) 設立、新駅ビルへ移行。1996年、橋上駅化に伴い増改築[14]。 商業施設はカルミアに呼称変更。
- （第4号） 尾張一宮駅 - 1952年建設。2007年解体。2013年新駅ビル（i-ビル）へ移行。
- 現存（第25号） 四日市駅 - 1960年建設[15]。

- （第10号） 富山駅 - 1953年建設。まると百貨店（富山ステーションデパート、とやま駅特選館）併設。2015年北陸新幹線金沢開業に合わせ高架化[16]。
- 高岡駅 - 1966年建設。2014年新駅ビル（クルン高岡）開業。
- （第11号） 金沢駅 - 1953年建設。1990年高架化に伴い新駅ビルへ移行。
- （第9号） 福井駅 - 1952年建設。福井ステーションビル。2005年高架化に伴い新駅ビルへ移行。

- 現存（第30号） 天王寺駅 - 1962年建設。天王寺ステーションビル(株)。近鉄、南海、都ホテルなどが共同出資した。1995年、新ビル移行[17]。旧駅ビルも天王寺ミオプラザ館として現存。
- 現存 和歌山駅 - 1968年建設[18]。「和歌山ステーションデパート」併設。1995年リニューアル。
- 現存（第38号） 明石駅 - 1964年建設。高架下ショッピングセンター「ステーションプラザ明石」（二層）併設（ピオレ明石）。
- （第23号） 姫路駅 - 1959年建設。姫路観光交通会館。（姫路駅ビル）。姫路駅デパート及び地下名店街併設。1983年にフェスタ、フェスタガーデンに呼称変更。2011年、高架化に伴い解体。テナントは南館に移転。地下街は2013年よりグランフェスタに改称。2013年建設の新ビルは、JR西日本アーバン開発が運営（ピオレ姫路）。

- （第13号） 松江駅 - 1953年建設。1977年高架駅化。
- （第40号） 広島駅 - 1965年建設。広島ステーションビル(株)。「ひろしま駅ビル」併設。1999年改装。商業施設は「アッセ」。2010年ビル会社「中国SC開発」と合併。2020年3月末で閉館[19]2025年に新駅ビル開業。
- 徳山駅 - 1969年建設。徳山ステーションビル(株)（「トークス」）。2000年解散。2001年、2階以上を周南市が購入。ふるさと進行財団「市民交流センター」開設[20][21]。2014年9月6日、在来線の駅舎が（橋上駅）化。[22]。2015年3月21日閉館[23]。2016年2月解体が完了[24]。
- 現存 益田駅 - 1961年建設
- （第36号） 博多駅 - 1964年建設（移転）。博多ステーションビル。2005年解体（2011年よりJR博多シティ）。
- （第5号） 門司駅 - 1952年建設。2004年橋上駅化。
- （第19号） 小倉駅（3代目） - 1958年建設。小倉ステーションビル。5階建。1998年14階建複合ターミナルビルへ建替[25]。
- （第15号） 八幡駅 - 1955年建設（移転）。2008年建替。
- （第37号） 戸畑駅（3代目） - 1964年建設。地上4階、地下1階。1999年建替。
- 現存 別府駅 - 1966年建設。高架下ショッピングセンター「別府ステーションセンター」（現在のえきマチ一丁目別府）併設。後に隣接して立体駐車場などを増築し営業中。
- （第7号） 西鹿児島駅（2代目） - 1952年建設。1996年建替。

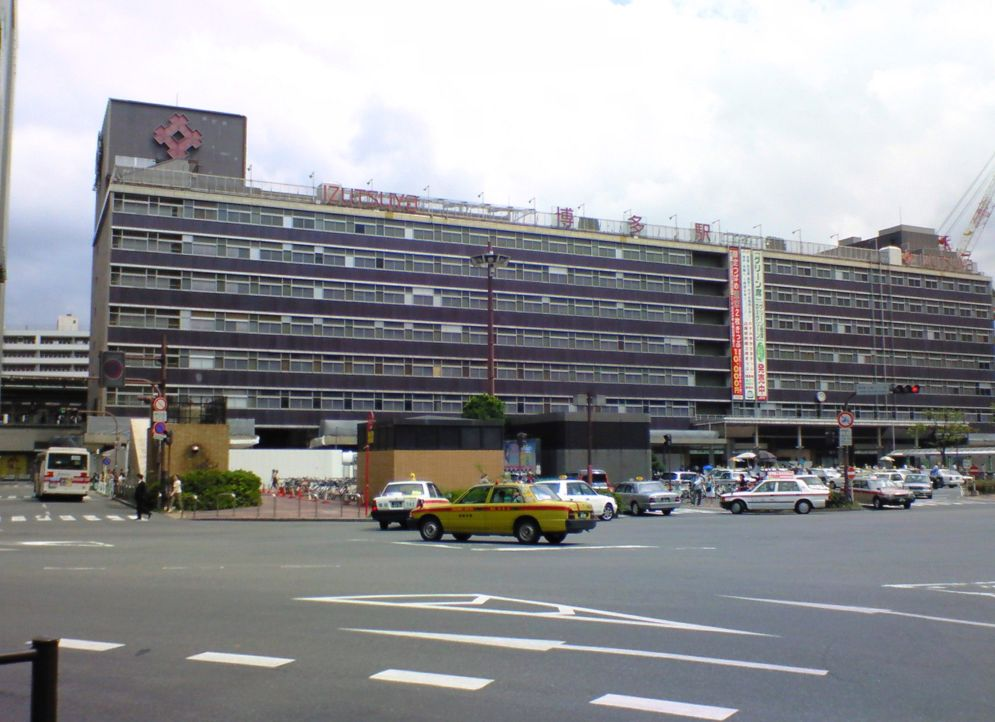
博多駅（旧駅舎）
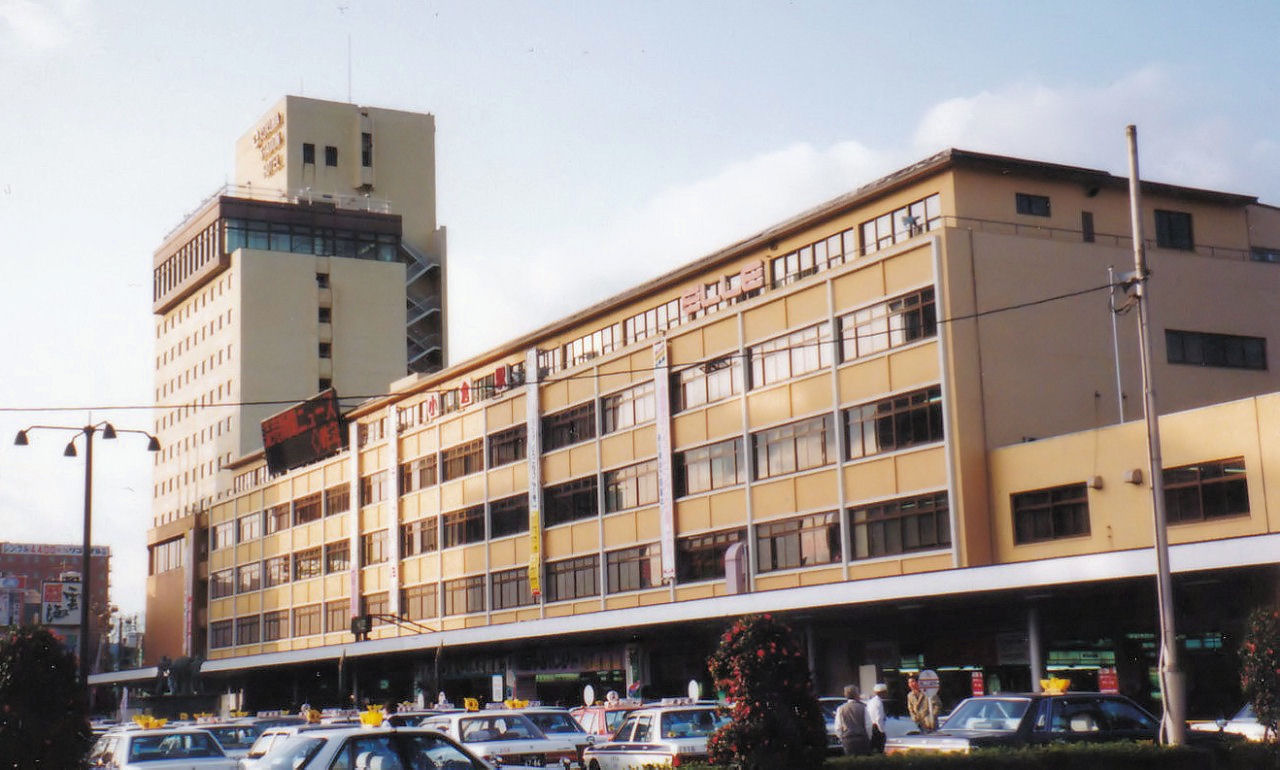
小倉駅（旧駅舎）
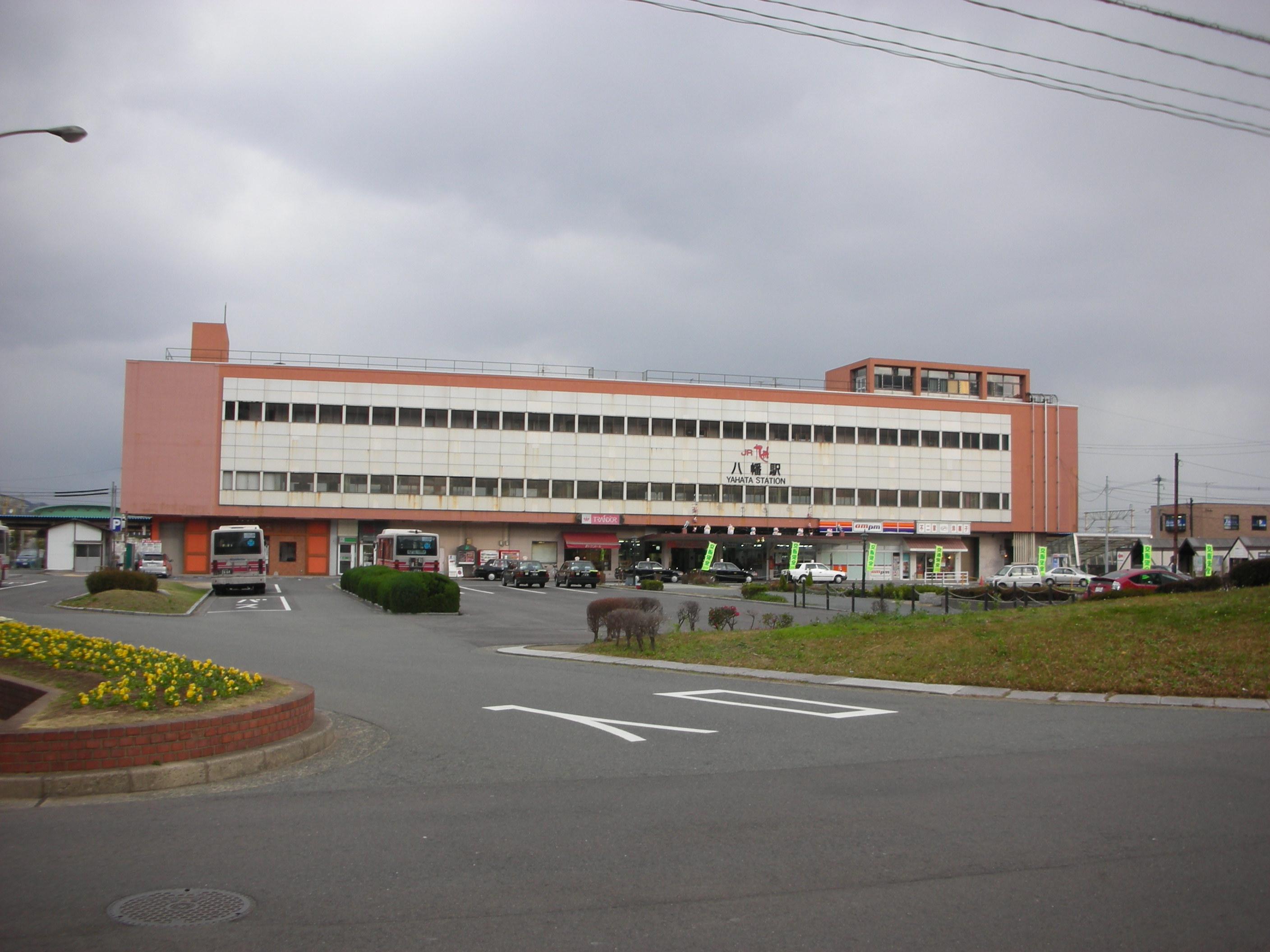
八幡駅（旧駅舎）